# Caribu Marley
狩撫 麻礼
Œuvres principales
- Astral Project
- Old Boy

Caribu Marley (狩撫 麻礼, Karibu Marei) est un scénariste de manga seinen et de gekiga né en 1947 à Tokyo et mort le 7 janvier 2018.
Changeant de nom quasiment à chaque nouvelle œuvre, il a utilisé de nombreux noms de plume, comme Garon Tsuchiya (土屋 ガロン, Tsuchiya Garon), Yūhō Hijikata (ひじかた 憂峰, Hijikata Yūhō), Last Pass (ラスト☆パス, Rasuto Pasu), Dark Master (ダークマスター, Dāku Masutā) ou encore Marginal. Il a notamment collaboré avec Tadashi Matsumori, Mariko Nakamura, Akio Tanaka et Jirō Taniguchi.

## Biographie
Caribu Marley nait en 1947 à Tokyo. Il étudie de 1977 à 1979 à l'école Gekigasonjuku de Kazuo Koike avec Akio Tanaka et Kazuya Kudō. Il choisit alors son nom de plume en hommage à Bob Marley (ボブ・マーレー, Bobu Mārē). Il travaille par la suite avec Jirō Taniguchi et ils créent ensemble Ao no senshi (1980-1981), Live! Odyssey (1981), Knuckle Wars (1982-1983) et Rude Boy (1984-1985). Hard and loose avec Kaiji Kawaguchi en 1984 est son premier succès. Il collabore par la suite avec Mariko Nakamura (中村 真理子, Nakamura Mariko), également ancienne élève du Gekigasonjuku.
En 1986, il écrit avec Akio Tanaka A-hōmansu, qui est adapté en film dans l'année par (et avec) Yūsaku Matsuda, puis Meisō ō border. En 1991, il collabore avec Ryōichi Ikegami pour Box. À partir de l'arrêt de Takopon avec Takashi Imashiro (いましろ たかし) en 1995, il décide de changer de pseudonyme à chaque nouvelle œuvre. Il utilise ainsi les noms de Garon Tsuchiya (土屋 ガロン, Tsuchiya Garon), Yūhō Hijikata (ひじかた 憂峰, Hijikata Yūhō), Last Pass (ラスト☆パス, Rasuto Pasu), Dark Master (ダークマスター, Dāku Masutā) ou encore Marginal ; il réutilisera finalement certains.
De 1996 à 1998, il écrit Old Boy avec Nobuaki Minegishi (嶺岸 信明, Minegishi Shinmei), qui est adapté en film par Park Chan-wook en 2003 et remporte plusieurs prix, dont le Grand prix du jury lors du festival de Cannes 2004. En 1999, Yukemuri sniper avec Tadashi Matsumori (松森 正, Matsumori Tadashi), avec qui il a déjà travaillé à plusieurs reprises dans les années 1980, est un succès, et est adapté en 2009 en drama avec Ken'ichi Endō et Yūko Itō (en).
Entre-temps, il collabore en 2002 et 2003 avec Naito Yamada et Hisashi Eguchi. De 2004 à 2007, il écrit Astral Project Tsuki no Hikari avec Shūji Takeya (竹谷 州史, Takeya Shūji), édité en France par Casterman (collection Sakka) . En 2007, il travaille de nouveau avec Akio Tanaka pour River's edge Ōkawa-bata tanteisha. La même année, il remporte le Will Eisner Award du meilleur manga pour Old Boy, édité également en France par Kabuto.
Il meurt le 7 janvier 2018 à l'âge de 70 ans.